# همکاری حیوانات
همکاری حیوانات (انگلیسی: Corporate Animals) یک فیلم کمدی ترسناک است که در سال ۲۰۱۹ به تهیه کنندگی اد هلمز منتشر شد.